# Eleccions legislatives daneses de 2015
Les eleccions generals es van celebrar al Regne de Dinamarca el 18 de juny de 2015 per a elegir els 179 membres del Folketing. 175 membres van ser elegits a la Dinamarca continental, dos a les illes Fèroe i dos a Groenlàndia. Tot i que els socialdemòcrates van obtenir el major nombre de vots i escons dins el Folketing, l'oposició va aconseguir formar un govern en minoria encapçalat pel partit de centredreta Venstre (V), amb Lars Løkke Rasmussen com a Primer Ministre, en coalició amb l'Aliança Liberal (I) i el Partit Conservador (C), amb el suport extern del Partit Popular Danès (O), d'extrema dreta.

## Antecedents
Les eleccions de l'any 2011 van conduir a un govern en minoria liderat pels Socialdemòcrates (A), juntament amb els Socioliberals (B) i el Partit Popular Socialista (F), amb el suport extern de l'Aliança Roja-Verda (Ø). Helle Thorning-Schmidt, cap dels Socialdemòcrates, esdevenia Primera ministre, sent la primera dona a Dinamarca en arribar a aquest càrrec.
El govern en minoria va tenir relacions complicades amb l'Aliança Roja-Verda. Així, ocasionalment, cercaven el suport del Venstre per a aprovar lleis. Simbòlicament, el diputat verd-i-roig Frank Aaen va desitjar "Bon any nou" al Ministre d'Economia Bjarne Corydon el 28 de febrer de 2013, ja que el govern no s'havia reunit amb ells des de principi de 2013.
El 3 de febrer de 2014, el Partit Popular Socialista va abandonar el govern en protesta per la venda de participacions de l'empresa d'energia pública DONG Energy al banc d'inversions Goldman Sachs. Aquest fet va ocasionar una crisi dins dels socialistes, provocant la sortida del partit de tres antics ministres, que es van afiliar als socialdemòcrates i als socioliberals. No obstant, els socialistes van continuar donant suport al govern de socialdemòcrates i socioliberals a les mocions de confiança, evitant unes eleccions anticipades.
El govern va continuar amb Thorning-Schmidt al capdavant com a Primera Ministra, amb un govern format per 14 ministeris pels socialdemòcrates i 6 per als socioliberals.

## Sistema electoral
Els 179 membres del Folketing són escollits a Dinamarca (175), les illes Fèroe (2) i Groenlàndia (2). Els 175 escons en Dinamarca van incloure 135 escons elegits en deu circumscripcions per representació proporcional, utilitzant una versió modificada del mètode Sainte-Laguë i el Quocient Hare. Els 40 escons restants són escons compensatoris per a corregir la proporció dels escons assignats.
Segons la Constitució danesa, les eleccions s'havien de celebrar no més tard que el dia 14 setembre 2015, ja que l'última elecció va ser el 15 de setembre de 2011. El 27 de maig, Thorning-Schmidt va anunciar que les eleccions se celebrarien el 18 de juny de 2015.

## Sondejos d'opinió
Els sondejos van desestimar notablement la intenció de vot cap al Partit Popular Danès (O).
| Empresa  | Data    | V      | A       | O    | B    | F    | Ø   | I   | C   | K   | Å   | Avantatge | Bloc Vermell (Un+B+F+Ø+Å) | Bloc Blau (V+O+jo+C+K) |     |      |      |
| -------- | ------- | ------ | ------- | ---- | ---- | ---- | --- | --- | --- | --- | --- | --------- | ------------------------- | ---------------------- | --- | ---- | ---- |
| Empresa  | Data    | Gallup | Juny 17 | 20.6 | 25.9 | 18.1 | 5.2 | 5.3 | 8.0 | 7.1 | 3.8 | Avantatge | 1.1                       | 4.7                    | 5.3 | 49.2 | 50.7 |
| Green    | Juny 17 | 20.9   | 24.4    | 18.5 | 5.6  | 5.4  | 8.5 | 7.6 | 3.3 | 0.6 | 5.2 | 3.5       | 49.1                      | 50.9                   |     |      |      |
| Voxmeter | Juny 17 | 19.6   | 25.9    | 17.2 | 4.6  | 6.3  | 9.8 | 7.7 | 3.5 | 0.9 | 4.5 | 6.3       | 51.1                      | 48.9                   |     |      |      |
| Epinion  | Juny 17 | 20.6   | 24.5    | 18.0 | 5.2  | 5.3  | 9.3 | 7.5 | 3.9 | 0.7 | 4.9 | 4.3       | 49.2                      | 50.7                   |     |      |      |
| Megafon  | Juny 17 | 20.6   | 25.5    | 17.9 | 5.0  | 5.2  | 8.6 | 7.7 | 3.9 | 0.9 | 4.6 | 5.1       | 48.9                      | 51.0                   |     |      |      |

| Partit                            | Partit                            | Vots                  | %                     | Escons                | +/–                   |
| Dinamarca continental             | Dinamarca continental             | Dinamarca continental | Dinamarca continental | Dinamarca continental | Dinamarca continental |
| --------------------------------- | --------------------------------- | --------------------- | --------------------- | --------------------- | --------------------- |
|                                   | Socialdemòcrates                  | 924,940               | 26.3                  | 47                    | +3                    |
|                                   | Partit Popular Danès              | 741,746               | 21.1                  | 37                    | +15                   |
|                                   | Venstre                           | 685,188               | 19.5                  | 34                    | –13                   |
|                                   | Aliança Roja-Verda                | 274,463               | 7.8                   | 14                    | +2                    |
|                                   | Aliança liberal                   | 265,129               | 7.5                   | 13                    | +4                    |
|                                   | L'Alternativa                     | 168,788               | 4.8                   | 9                     | Nou                   |
|                                   | Socioliberals (Radikale Venstre)  | 161,009               | 4.6                   | 8                     | –9                    |
|                                   | Partit Popular Socialista         | 147,578               | 4.2                   | 7                     | –9                    |
|                                   | Partit Conservador                | 118,003               | 3.4                   | 6                     | –2                    |
|                                   | Demòcrates cristians              | 29,077                | 0.8                   | 0                     | 0                     |
|                                   | Independents                      | 3,066                 | 0.1                   | 0                     | –                     |
| Vots/d'espai nul                  | Vots/d'espai nul                  | 41,073                | –                     | –                     | –                     |
| Total                             | Total                             | 3,560,060             | 100                   | 175                   | 0                     |
| Votants registrats / Participació | Votants registrats / Participació | 4,145,105             | 85.9                  | –                     | –                     |
| illes Fèroe                       |                                   |                       |                       |                       |                       |
|                                   | República                         | 5,730                 | 24.5                  | 1                     | +1                    |
|                                   | Partit Socialdemocràtic           | 5,666                 | 24.3                  | 1                     | 0                     |
|                                   | Partit Unionista                  | 5,500                 | 23.5                  | 0                     | –1                    |
|                                   | Partit Popular                    | 4,368                 | 18.7                  | 0                     | 0                     |
|                                   | Progrés                           | 749                   | 3.2                   | 0                     | Nou                   |
|                                   | Partit de Centre                  | 605                   | 2.6                   | 0                     | 0                     |
|                                   | Partit de l'Autogovern            | 403                   | 1.7                   | 0                     | 0                     |
|                                   | Independents                      | 345                   | 1.5                   | 0                     | 0                     |
| Total                             | Total                             | 23,366                | 100                   | 2                     | 0                     |
| Votants registrats / Participació | Votants registrats / Participació |                       | 65.6                  | –                     | –                     |
| Groenlàndia                       |                                   |                       |                       |                       |                       |
|                                   | Inuit Ataqatigiit                 | 7,904                 | 38.5                  | 1                     | 0                     |
|                                   | Siumut                            | 7,831                 | 38.2                  | 1                     | 0                     |
|                                   | Atassut                           | 1,526                 | 7.4                   | 0                     | 0                     |
|                                   | Demòcrates                        | 1,753                 | 8.5                   | 0                     | 0                     |
|                                   | Partii Naleraq                    | 962                   | 4.7                   | 0                     | Nou                   |
| Vots/d'espai nul                  | Vots/d'espai nul                  | 538                   | –                     | –                     | –                     |
| Total                             | Total                             | 20,514                | 100                   | 2                     | 0                     |
| Votants registrats / Participació | Votants registrats / Participació | 41,048                | 50.0                  | –                     | –                     |
| Font: DST, KVF, Qinersineq        |                                   |                       |                       |                       |                       |

## Conseqüència i formació de govern
Tot i que els Socialdemòcrates van créixer en percentatge de vot i va aconseguir tornar a ser el primer partit en nombre d'escons al Folketing des del 2001, el "bloc blau" (Partit Popular Danès, Venstre, Aliança Liberal i els Conservadors) van guanyar una majoria d'escons major que la del "bloc vermell" (Socialdemòcrates, socioliberals, socialistes, verd-i-rojos i l'Alternativa). Una hora després d'anunciar-se els resultats de les eleccions, Thorning-Schmidt va anunciar que el govern dimitiria el 19 de juny, i que dimitiria com a líder dels socialdemòcrates el mateix dia 19.
D'acord amb la Constitució danesa, el dia després de les eleccions, cada partit va lliurar la seva porposta a la Reina Margrethe II per a rebre l'encàrrec d'iniciar les negociacions per a formar govern (el rol de la reina és purament formal, ja que ha de reflectir la voluntat de la majoria dels diputats i diputades). Les propostes lliurades van mostrar una majoria parlamentària per al "bloc blau" per als liberalconservadors del Venstre, que es va encarregar de liderar les negociacions per a la formació d'un nou govern a Dinamarca. La negociació va ser sense condicions per a tots els partits, tret de l'Aliança Liberal, que primerament va posar com a condició que hi hagués una majoria sòlida de govern. Lars Løkke Rasmussen, va iniciar les converses el dia 20 de juny de 2015.
Les negociacions van començar el 20 de juny, però no es creia possible una majoria del "bloc blau". El Partit Conservador, inicialment, proposava donar suport extern al govern encapçalat pel Venstre.
El Partit Popular Danès va posar quatre condicions per a la seva implicació en la coalició: una visió euroescèptica del govern en relació amb la Unió Europea, la reintroducció dels controls fronterers, restriccions en la política d'acollida de refugiats i demandants d'asil polític i un increment del 0,8% en la despesa pública, com deia Venstre.
El 21 de juny, Rasmussen va concloure que, havent-ho intentat, no seria possible formar un govern amb majoria i ell van anunciar la seva intenció per buscar un mandat de negociació nou que permetés un govern en minoria. El 28 de juny,el nou govern de Lars Løkke Rasmussen, format únicament per membres del partit Venstre, va prendre possessió